# William Whitmee
William Whitmee (* 16. Dezember 1851 in Norfolk; † 27. März 1909 in Rom) war ein englischer Priester und zwischen 1896 und 1903 Generalrektor der Pallottiner.
Pater William trat den Pallottinern 1875 in Ipswich bei und wurde drei Jahre später in Rom zum Priester geweiht. Zunächst war er zwei Jahre in London eingesetzt und kehrte dann nach Rom zurück, um die Aufgaben eines Wirtschafters und stellvertretenden Direktors des Generalhauses zu übernehmen. Von 1884 an arbeitete er 25 Jahre in der Ordensleitung. Als Berater, Prokurator und Generalrektor half er bei der Errichtung von pallottinischen Einrichtungen in Brasilien, Argentinien und Irland mit. Ihm lag vor allem die geistige Entwicklung der Ordensleute am Herzen.
Whitmee starb 1909 und ruht auf dem römischen Friedhof Campo Verano.